# François d'Estrées

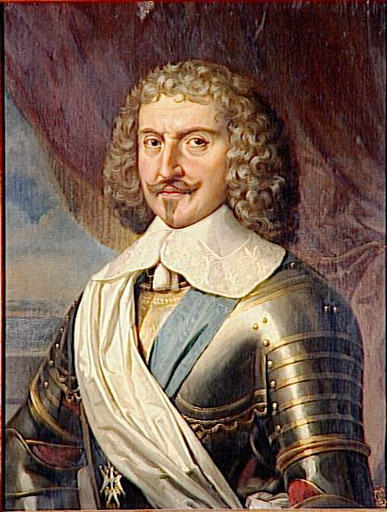
François-Annibal d’Estrées, porträtt av Jean-Baptiste Paulin Guérin.

François Annibal d'Estrées, markis de Cœvres, född 1573, död 5 maj 1670, var en fransk militär och diplomat, från 1648 hertig. Han var bror till Gabrielle d'Estrées och far till Jean II d'Estrées.
Estrées blev för sitt tappra försvar av Mantua 1626 marskalk och utövade sedan som ambassadör i Rom ett avgörande inflytande vid valet av Gregorius XV till påve. Han utgav 1666 Mémoires sur la régence de Maria de Médicis.